# Champlain Apartment Building
El edificio de apartamentos Champlain, también conocido como el edificio Orme, es un edificio histórico ubicada en 1424 K St., noroeste, Washington D. C., en el vecindario del centro.

## Historia
fue diseñado por el arquitecto Clinton Smith y construido en 1905. Una empresa inmobiliaria del senador Redfield Proctor de Vermont (quien también fue presidente de Vermont Marble Company), presenta una fachada clásica de estilo Beaux-Arts de mármol blanco. Ejemplifica la importancia de los funcionarios electos en el diseño de Washington y la importancia de la construcción privada en la implementación del movimiento City Beautiful en Washington. Convertido en un edificio de oficinas, fue incluido en el Registro Nacional de Lugares Históricos en 1994.